# Werner Siedhoff
Werner Siedhoff (* 3. Mai 1899 in Duisburg; † 28. November 1976 in Frankfurt am Main) war ein deutscher Schauspieler.

## Leben
Der gebürtige Duisburger begann seine künstlerische Laufbahn in den 20er Jahren als Darsteller, Tänzer und Pantomime am Bauhaus in Dessau. Siedhoff war bereits etwa 30 Jahre alt, als er sein erstes Festengagement im Bereich Klassisches Schauspiel erhielt. Er spielte fortan an Bühnen in der deutschen Provinz, beginnend mit Osnabrück. Es folgten Verpflichtungen nach Gera, Plauen und Frankfurt am Main, wo er inmitten des Krieges (1942) eintraf. Den dortigen Theatern sollte Siedhoff bis zu seinem Tod die Treue halten.
Seine erste Frau, die Bauhaus-Designerin Alma Siedhoff-Buscher, wurde 1944 bei einem Luftangriff getötet.
Zu Siedhoffs bekanntesten Theaterrollen (allesamt an den Städtischen Bühnen in Frankfurt) zählen der Savary in Victorien Sardous Madame Sans-Gêne, der General in Der Hauptmann und sein Held, der Sumata in Das kleine Teehaus, der Niko Makezda in Bert Brechts Der kaukasische Kreidekreis und der Kerkermeister in William Shakespeares Zweierlei Maß.
Seit den frühen 1960er Jahren sah man den Künstler mit dem markanten, weißen Backen- und Kinnbart in einer Reihe von Fernsehspielen, darunter auch Literaturadaptionen wie Schinderhannes und Trauer muß Elektra tragen. In der Regel verkörperte Siedhoff vor der Kamera knorrige und kauzige, alte Typen aller Arten.
Siedhoff hatte drei Kinder; sein Sohn Joost Siedhoff arbeitete gleichfalls als Schauspieler.

## Filmografie
- 1963: Der Datterich
- 1964: Der Apoll von Bellac
- 1967: Ein Fremder klopft an
- 1968: Schinderhannes
- 1969: Die grüne Nacht von Ziegenberg
- 1969: Bleibe lasse
- 1969: Das Rätsel von Piskov
- 1970: Trauer muß Elektra tragen
- 1972: Der Datterich

## Hörspiele (Auswahl)
- 1961: Philip Levene: Der Augenzeuge – Regie: Heinz-Otto Müller (Hessischer Rundfunk)